# Буляк (Муслюмовский район)
Буля́к (тат. Бүләк) — село в Муслюмовском районе Республики Татарстан, в составе Уразметьевского сельского поселения.

## Этимология
Топоним произошёл от татарского слова «бүләк» (подарок).

## География
Село находится в верховье реки Сикия, в 35 км к северо-востоку от районного центра — села Муслюмово.

## История
Село основано в конце XVII века. В дореволюционных источниках упоминается также под названием Буляково.
Под названием Беляки селение отображено на карте Уфимской провинции 1755 года, вошедшей в атлас И.Красильникова.
В XVIII–XIX веках предки современного татарского населения входили в сословия ясачных татар, башкир-вотчинников и тептярей. В материалах 4-й ревизии (1781-1782 годы) "в деревне Буляк по речке Шепке" были учтены 69 душ мужского пола ясачных татар. Основными занятиями населения  являлись  земледелие и скотоводство, были распространены санный и тележный промыслы.
В «Списке населенных мест по сведениям 1870 года», изданном в 1877 году, населённый пункт упомянут как деревня Булякова 1-го стана Мензелинского уезда Уфимской губернии. Располагалась при речке Буляке, по правую сторону почтового тракта из Мензелинска в Бирск, в 53 верстах от уездного города Мензелинска и в 20 верстах от становой квартиры в деревне Поисева. В деревне, в 136 дворах жили 657 человек (349 мужчин и 308 женщин, тептяри), были мечеть, училище. Жители занимались земледелием, скотоводством.
По сведениям начала XX века в селе действовали 2 мечети и мектеб. В этот период земельный надел сельской общины составлял 3671,6 десятины.
До 1920 года село входило в Амикеевскую волость Мензелинского уезда Уфимской губернии. С 1920 года в составе Мензелинского кантона ТАССР. С 10 августа 1930 года – в Муслюмовском, с 10 февраля 1935 года – в Калининском, с 12 октября 1959 года – в Муслюмовском, с 1 февраля 1963 года – в Сармановском, с 12 января 1965 года в Муслюмовском районах.
В 1930 году в селе организован колхоз «Буляк бул», в 1958 году вошёл в состав объединённого колхоза имени Карла Маркса (деревня Сикия), в 1991 году выделился под названием колхоз «Буляк». В 1995–2005 годах коллективное предприятие «Уразмет». В 1996 году село выделилось в составе подсобного хозяйства ОАО «Агрохимсервис».

## Население
| 1859 | 1870 | 1884 | 1897 | 1920 | 1926 | 1938 | 1949 | 1958 | 1970 | 1979 | 1989 | 2002 | 2010 | 2017 |
| ---- | ---- | ---- | ---- | ---- | ---- | ---- | ---- | ---- | ---- | ---- | ---- | ---- | ---- | ---- |
| 576  | 657  | 937  | 969  | 926  | 810  | 910  | 709  | 535  | 467  | 354  | 202  | 143  | 116  | 95   |

Национальный состав села — татары.

## Экономика
Жители занимаются полеводством.

## Инфраструктура
В селе действуют клуб, библиотека (с 1940 года).

## Известные люди
- Файзулла Хазиевич Аглетдинов  (1915–1988) – старший сержант, Герой Советского Союза
- Ильдар Маннанович Маннанов  (1921–2010) – старший сержант, Герой Советского Союза